# 킹스 (2017년 영화)
《킹스》(영어: Kings)는 2017년 제작된 로맨스 영화이다. 데니즈 감제 에르귀벤이 감독과 각본을 맡았다. 2017 토론토 국제 영화제에서 전세계 최초 상영되었다.

## 출연

### 주연
- 할리 베리 ... 밀리 던바 역
- 다니엘 크레이그 ... 오비 하디슨 역

### 조연
- 케빈 캐롤 ... 매니저 역
- 라마르 존슨 ... 제시 쿠퍼 역
- 피터 맥켄지
- 릭 라바넬로 ... 카멜로 경관 역